# Sinosaurosphargis
Sinosaurosphargis is een geslacht van uitgestorven basale mariene saurosphargide reptielen, bekend van de Guanlingformatie van de provincies Yunnan en Guizhou uit het Midden-Trias (Anisien) van het zuidwesten van China. Het bevat als enige soort Sinosaurosphargis yunguiensis.

## Beschrijving
Sinosaurosphargis is een basaal zeereptiel, nauw verwant aan Saurosphargis uit de Neder-Muschelkalk in het zuidwesten van Polen en Oost-Nederland. 
Sinosaurosphargis is ongeveer een meter lang. Hij bezit naar achteren verplaatste uitwendige neusgaten en vertoont gesloten bovenste slaapvensters en een ventraal open wangpartij. Het rompgebied is kort en rond en bedekt met een schild dat is samengesteld uit kleine osteodermen, net als zijn nek en de proximale delen van alle vier de ledematen. De ruggenwervels vertonen langwerpige, distaal uitgezette dwarsuitsteeksels. De borstribben zijn verbreed en plat, maken langs hun lengte contact met elkaar en vormen een gesloten borstkas. Li et alii (2014) ontdekten dat sommige van deze eigenschappen worden gedeeld met alle saurosphargiden, terwijl andere exclusief zijn voor Saurosphargis en Sinosaurosphargis. Deze geslachten hebben bredere en plattere borstkassen dan basale saurosphargiden als Largocephalosaurus, en ook dwarsuitsteeksels van ruggenwervels en proximale delen van borstribben die veel robuuster zijn, omdat ze veel breder zijn dan hun tussenruimten.

## Ontdekking
Saurosphargis is bekend van verschillende individuen, die allemaal werden verzameld uit lid II van de Guanling-formatie, die dateert uit het Pelson-substadium van het Laat-Anisien van het vroege Midden-Trias, ongeveer 243 miljoen jaar geleden. Het holotype IVPP V 17040 en paratype IVPP V 16076 zijn ondergebracht bij het Institute of Vertebrate Paleontology and Paleoanthropology in Beijing en vertegenwoordigen een bijna volledig gearticuleerd skelet en schedel, en een gedeeltelijk uit elkaar liggend postcraniaal skelet inclusief ruggenwervels, ribben, met osteodermen en buikribfragmenten. ZMNH M 8797, een incompleet postcraniaal skelet met een zeer goed bewaard gebleven rechtervoorpoot, gehuisvest in het Zhejiang Museum of Nature History van Hangzhou, werd in de oorspronkelijke beschrijving ook aan Saurosphargis toegewezen. Het holotype en ZMNH M 8797 werden verzameld in Yangmazhai van Luoping County, provincie Yunnan, terwijl het paratype afkomstig was uit Yangjian van Pan County, provincie Guizhou. Een bijkomend niet-gecatalogiseerd LPV-exemplaar werd ook toegewezen aan Sinosaurosphargis yunguiensis. Deze exemplaren kwamen allemaal uit de Lagerstätte die werd ontdekt tijdens een geologisch karteringsproject uit 2007 met een divers fossiel bestand van het zeeleven genaamd de Luoping Biota, dat behalve Sinosaurosphargis, verschillende ongewervelde dieren, vissen, basale ichthyosauriërs, Atopodentatus, de basale saurosphargide Largocephalosaurus en verschillende soorten opleverde van Eosauropterygia, waaronder zowel pachypleurosauriërs als nothosauriden.

## Etymologie
Sinosaurosphargis werd voor het eerst beschreven en benoemd door Li Chun, Olivier Rieppel, Wu Xiao-Chun, Zhao Li-Jun en Wang Li-Ting in 2011 en de typesoort is Sinosaurosphargis yunguiensis. De geslachtsnaam is afgeleid van het Griekse sino, wat naar 'China' verwijst, sauros, wat 'hagedis' betekent, en sphargis, de oude geslachtsnaam voor de lederschildpad. De geslachtsnaam verwijst naar de vele overeenkomsten die Sinosaurosphargis deelt met Saurosphargis, een taxon waarvan het holotype was verloren en dus als een mysterie werd beschouwd, volgens het patroon van Sinosauropteryx. Net als de naam Saurosphargis zelf, verwijst het ook naar het dorsale osteoderme pantser van Sinosaurosphargis en de verbrede ribben die een gesloten borstkas vormen - eigenschappen die schijnbaar een overgang zijn tussen schildpadden en andere reptielen. De soortaanduiding yunguiensis is afgeleid van de namen van de naburige provincies Yunnan en Guizhou, waar de fossielen werden gevonden.

## Fylogenie
Het volgende cladogram is vereenvoudigd na de fylogenetische analyse van Li et alii (2011) en toont de plaatsing van Sinosaurosphargis binnen Sauria. Ichthyopterygia werd uit de boom verwijderd, omdat het een minder opgeloste topologie veroorzaakte. Saurosphargis werd uitsluitend gecodeerd op basis van het holotype, omdat het Nederlandse materiaal uit Winterswijk ongeprepareerd blijft.
|  | Odontochelys                                               |
|  |                                                            |
|  | \| \| Proganochelys \| \| \| \| \| \| Chelydra \| \| \| \| |
|  |                                                            |
|  | Proganochelys                                              |
|  |                                                            |
|  | Chelydra                                                   |
|  |                                                            |

|  | Proganochelys |
|  |               |
|  | Chelydra      |
|  |               |

|  | Helveticosaurus |
|  |                 |
|  | Eusaurosphargis |
|  |                 |

|  | Placodontia     |
|  |                 |
|  | Eosauropterygia |
|  |                 |

|                 | Thalattosauriformes                                                 |
|                 |                                                                     |
| Saurosphargidae | \| \| Saurosphargis \| \| \| \| \| \| Sinosaurosphargis \| \| \| \| |
|                 | \| \| Saurosphargis \| \| \| \| \| \| Sinosaurosphargis \| \| \| \| |
|                 | Saurosphargis                                                       |
|                 |                                                                     |
|                 | Sinosaurosphargis                                                   |
|                 |                                                                     |

|  | Saurosphargis     |
|  |                   |
|  | Sinosaurosphargis |
|  |                   |

|                 | Thalattosauriformes                                                 |
|                 |                                                                     |
| Saurosphargidae | \| \| Saurosphargis \| \| \| \| \| \| Sinosaurosphargis \| \| \| \| |
|                 | \| \| Saurosphargis \| \| \| \| \| \| Sinosaurosphargis \| \| \| \| |
|                 | Saurosphargis                                                       |
|                 |                                                                     |
|                 | Sinosaurosphargis                                                   |
|                 |                                                                     |

|  | Saurosphargis     |
|  |                   |
|  | Sinosaurosphargis |
|  |                   |

|  | Placodontia     |
|  |                 |
|  | Eosauropterygia |
|  |                 |

|                 | Thalattosauriformes                                                 |
|                 |                                                                     |
| Saurosphargidae | \| \| Saurosphargis \| \| \| \| \| \| Sinosaurosphargis \| \| \| \| |
|                 | \| \| Saurosphargis \| \| \| \| \| \| Sinosaurosphargis \| \| \| \| |
|                 | Saurosphargis                                                       |
|                 |                                                                     |
|                 | Sinosaurosphargis                                                   |
|                 |                                                                     |

|  | Saurosphargis     |
|  |                   |
|  | Sinosaurosphargis |
|  |                   |

|                 | Thalattosauriformes                                                 |
|                 |                                                                     |
| Saurosphargidae | \| \| Saurosphargis \| \| \| \| \| \| Sinosaurosphargis \| \| \| \| |
|                 | \| \| Saurosphargis \| \| \| \| \| \| Sinosaurosphargis \| \| \| \| |
|                 | Saurosphargis                                                       |
|                 |                                                                     |
|                 | Sinosaurosphargis                                                   |
|                 |                                                                     |

|  | Saurosphargis     |
|  |                   |
|  | Sinosaurosphargis |
|  |                   |

|  | Helveticosaurus |
|  |                 |
|  | Eusaurosphargis |
|  |                 |

|  | Placodontia     |
|  |                 |
|  | Eosauropterygia |
|  |                 |

|                 | Thalattosauriformes                                                 |
|                 |                                                                     |
| Saurosphargidae | \| \| Saurosphargis \| \| \| \| \| \| Sinosaurosphargis \| \| \| \| |
|                 | \| \| Saurosphargis \| \| \| \| \| \| Sinosaurosphargis \| \| \| \| |
|                 | Saurosphargis                                                       |
|                 |                                                                     |
|                 | Sinosaurosphargis                                                   |
|                 |                                                                     |

|  | Saurosphargis     |
|  |                   |
|  | Sinosaurosphargis |
|  |                   |

|                 | Thalattosauriformes                                                 |
|                 |                                                                     |
| Saurosphargidae | \| \| Saurosphargis \| \| \| \| \| \| Sinosaurosphargis \| \| \| \| |
|                 | \| \| Saurosphargis \| \| \| \| \| \| Sinosaurosphargis \| \| \| \| |
|                 | Saurosphargis                                                       |
|                 |                                                                     |
|                 | Sinosaurosphargis                                                   |
|                 |                                                                     |

|  | Saurosphargis     |
|  |                   |
|  | Sinosaurosphargis |
|  |                   |

|  | Placodontia     |
|  |                 |
|  | Eosauropterygia |
|  |                 |

|                 | Thalattosauriformes                                                 |
|                 |                                                                     |
| Saurosphargidae | \| \| Saurosphargis \| \| \| \| \| \| Sinosaurosphargis \| \| \| \| |
|                 | \| \| Saurosphargis \| \| \| \| \| \| Sinosaurosphargis \| \| \| \| |
|                 | Saurosphargis                                                       |
|                 |                                                                     |
|                 | Sinosaurosphargis                                                   |
|                 |                                                                     |

|  | Saurosphargis     |
|  |                   |
|  | Sinosaurosphargis |
|  |                   |

|                 | Thalattosauriformes                                                 |
|                 |                                                                     |
| Saurosphargidae | \| \| Saurosphargis \| \| \| \| \| \| Sinosaurosphargis \| \| \| \| |
|                 | \| \| Saurosphargis \| \| \| \| \| \| Sinosaurosphargis \| \| \| \| |
|                 | Saurosphargis                                                       |
|                 |                                                                     |
|                 | Sinosaurosphargis                                                   |
|                 |                                                                     |

|  | Saurosphargis     |
|  |                   |
|  | Sinosaurosphargis |
|  |                   |

|  | Odontochelys                                               |
|  |                                                            |
|  | \| \| Proganochelys \| \| \| \| \| \| Chelydra \| \| \| \| |
|  |                                                            |
|  | Proganochelys                                              |
|  |                                                            |
|  | Chelydra                                                   |
|  |                                                            |

|  | Proganochelys |
|  |               |
|  | Chelydra      |
|  |               |

|  | Helveticosaurus |
|  |                 |
|  | Eusaurosphargis |
|  |                 |

|  | Placodontia     |
|  |                 |
|  | Eosauropterygia |
|  |                 |

|                 | Thalattosauriformes                                                 |
|                 |                                                                     |
| Saurosphargidae | \| \| Saurosphargis \| \| \| \| \| \| Sinosaurosphargis \| \| \| \| |
|                 | \| \| Saurosphargis \| \| \| \| \| \| Sinosaurosphargis \| \| \| \| |
|                 | Saurosphargis                                                       |
|                 |                                                                     |
|                 | Sinosaurosphargis                                                   |
|                 |                                                                     |

|  | Saurosphargis     |
|  |                   |
|  | Sinosaurosphargis |
|  |                   |

|                 | Thalattosauriformes                                                 |
|                 |                                                                     |
| Saurosphargidae | \| \| Saurosphargis \| \| \| \| \| \| Sinosaurosphargis \| \| \| \| |
|                 | \| \| Saurosphargis \| \| \| \| \| \| Sinosaurosphargis \| \| \| \| |
|                 | Saurosphargis                                                       |
|                 |                                                                     |
|                 | Sinosaurosphargis                                                   |
|                 |                                                                     |

|  | Saurosphargis     |
|  |                   |
|  | Sinosaurosphargis |
|  |                   |

|  | Placodontia     |
|  |                 |
|  | Eosauropterygia |
|  |                 |

|                 | Thalattosauriformes                                                 |
|                 |                                                                     |
| Saurosphargidae | \| \| Saurosphargis \| \| \| \| \| \| Sinosaurosphargis \| \| \| \| |
|                 | \| \| Saurosphargis \| \| \| \| \| \| Sinosaurosphargis \| \| \| \| |
|                 | Saurosphargis                                                       |
|                 |                                                                     |
|                 | Sinosaurosphargis                                                   |
|                 |                                                                     |

|  | Saurosphargis     |
|  |                   |
|  | Sinosaurosphargis |
|  |                   |

|                 | Thalattosauriformes                                                 |
|                 |                                                                     |
| Saurosphargidae | \| \| Saurosphargis \| \| \| \| \| \| Sinosaurosphargis \| \| \| \| |
|                 | \| \| Saurosphargis \| \| \| \| \| \| Sinosaurosphargis \| \| \| \| |
|                 | Saurosphargis                                                       |
|                 |                                                                     |
|                 | Sinosaurosphargis                                                   |
|                 |                                                                     |

|  | Saurosphargis     |
|  |                   |
|  | Sinosaurosphargis |
|  |                   |

|  | Helveticosaurus |
|  |                 |
|  | Eusaurosphargis |
|  |                 |

|  | Placodontia     |
|  |                 |
|  | Eosauropterygia |
|  |                 |

|                 | Thalattosauriformes                                                 |
|                 |                                                                     |
| Saurosphargidae | \| \| Saurosphargis \| \| \| \| \| \| Sinosaurosphargis \| \| \| \| |
|                 | \| \| Saurosphargis \| \| \| \| \| \| Sinosaurosphargis \| \| \| \| |
|                 | Saurosphargis                                                       |
|                 |                                                                     |
|                 | Sinosaurosphargis                                                   |
|                 |                                                                     |

|  | Saurosphargis     |
|  |                   |
|  | Sinosaurosphargis |
|  |                   |

|                 | Thalattosauriformes                                                 |
|                 |                                                                     |
| Saurosphargidae | \| \| Saurosphargis \| \| \| \| \| \| Sinosaurosphargis \| \| \| \| |
|                 | \| \| Saurosphargis \| \| \| \| \| \| Sinosaurosphargis \| \| \| \| |
|                 | Saurosphargis                                                       |
|                 |                                                                     |
|                 | Sinosaurosphargis                                                   |
|                 |                                                                     |

|  | Saurosphargis     |
|  |                   |
|  | Sinosaurosphargis |
|  |                   |

|  | Placodontia     |
|  |                 |
|  | Eosauropterygia |
|  |                 |

|                 | Thalattosauriformes                                                 |
|                 |                                                                     |
| Saurosphargidae | \| \| Saurosphargis \| \| \| \| \| \| Sinosaurosphargis \| \| \| \| |
|                 | \| \| Saurosphargis \| \| \| \| \| \| Sinosaurosphargis \| \| \| \| |
|                 | Saurosphargis                                                       |
|                 |                                                                     |
|                 | Sinosaurosphargis                                                   |
|                 |                                                                     |

|  | Saurosphargis     |
|  |                   |
|  | Sinosaurosphargis |
|  |                   |

|                 | Thalattosauriformes                                                 |
|                 |                                                                     |
| Saurosphargidae | \| \| Saurosphargis \| \| \| \| \| \| Sinosaurosphargis \| \| \| \| |
|                 | \| \| Saurosphargis \| \| \| \| \| \| Sinosaurosphargis \| \| \| \| |
|                 | Saurosphargis                                                       |
|                 |                                                                     |
|                 | Sinosaurosphargis                                                   |
|                 |                                                                     |

|  | Saurosphargis     |
|  |                   |
|  | Sinosaurosphargis |
|  |                   |

|  | Odontochelys                                               |
|  |                                                            |
|  | \| \| Proganochelys \| \| \| \| \| \| Chelydra \| \| \| \| |
|  |                                                            |
|  | Proganochelys                                              |
|  |                                                            |
|  | Chelydra                                                   |
|  |                                                            |

|  | Proganochelys |
|  |               |
|  | Chelydra      |
|  |               |

|  | Helveticosaurus |
|  |                 |
|  | Eusaurosphargis |
|  |                 |

|  | Placodontia     |
|  |                 |
|  | Eosauropterygia |
|  |                 |

|                 | Thalattosauriformes                                                 |
|                 |                                                                     |
| Saurosphargidae | \| \| Saurosphargis \| \| \| \| \| \| Sinosaurosphargis \| \| \| \| |
|                 | \| \| Saurosphargis \| \| \| \| \| \| Sinosaurosphargis \| \| \| \| |
|                 | Saurosphargis                                                       |
|                 |                                                                     |
|                 | Sinosaurosphargis                                                   |
|                 |                                                                     |

|  | Saurosphargis     |
|  |                   |
|  | Sinosaurosphargis |
|  |                   |

|                 | Thalattosauriformes                                                 |
|                 |                                                                     |
| Saurosphargidae | \| \| Saurosphargis \| \| \| \| \| \| Sinosaurosphargis \| \| \| \| |
|                 | \| \| Saurosphargis \| \| \| \| \| \| Sinosaurosphargis \| \| \| \| |
|                 | Saurosphargis                                                       |
|                 |                                                                     |
|                 | Sinosaurosphargis                                                   |
|                 |                                                                     |

|  | Saurosphargis     |
|  |                   |
|  | Sinosaurosphargis |
|  |                   |

|  | Placodontia     |
|  |                 |
|  | Eosauropterygia |
|  |                 |

|                 | Thalattosauriformes                                                 |
|                 |                                                                     |
| Saurosphargidae | \| \| Saurosphargis \| \| \| \| \| \| Sinosaurosphargis \| \| \| \| |
|                 | \| \| Saurosphargis \| \| \| \| \| \| Sinosaurosphargis \| \| \| \| |
|                 | Saurosphargis                                                       |
|                 |                                                                     |
|                 | Sinosaurosphargis                                                   |
|                 |                                                                     |

|  | Saurosphargis     |
|  |                   |
|  | Sinosaurosphargis |
|  |                   |

|                 | Thalattosauriformes                                                 |
|                 |                                                                     |
| Saurosphargidae | \| \| Saurosphargis \| \| \| \| \| \| Sinosaurosphargis \| \| \| \| |
|                 | \| \| Saurosphargis \| \| \| \| \| \| Sinosaurosphargis \| \| \| \| |
|                 | Saurosphargis                                                       |
|                 |                                                                     |
|                 | Sinosaurosphargis                                                   |
|                 |                                                                     |

|  | Saurosphargis     |
|  |                   |
|  | Sinosaurosphargis |
|  |                   |

|  | Helveticosaurus |
|  |                 |
|  | Eusaurosphargis |
|  |                 |

|  | Placodontia     |
|  |                 |
|  | Eosauropterygia |
|  |                 |

|                 | Thalattosauriformes                                                 |
|                 |                                                                     |
| Saurosphargidae | \| \| Saurosphargis \| \| \| \| \| \| Sinosaurosphargis \| \| \| \| |
|                 | \| \| Saurosphargis \| \| \| \| \| \| Sinosaurosphargis \| \| \| \| |
|                 | Saurosphargis                                                       |
|                 |                                                                     |
|                 | Sinosaurosphargis                                                   |
|                 |                                                                     |

|  | Saurosphargis     |
|  |                   |
|  | Sinosaurosphargis |
|  |                   |

|                 | Thalattosauriformes                                                 |
|                 |                                                                     |
| Saurosphargidae | \| \| Saurosphargis \| \| \| \| \| \| Sinosaurosphargis \| \| \| \| |
|                 | \| \| Saurosphargis \| \| \| \| \| \| Sinosaurosphargis \| \| \| \| |
|                 | Saurosphargis                                                       |
|                 |                                                                     |
|                 | Sinosaurosphargis                                                   |
|                 |                                                                     |

|  | Saurosphargis     |
|  |                   |
|  | Sinosaurosphargis |
|  |                   |

|  | Placodontia     |
|  |                 |
|  | Eosauropterygia |
|  |                 |

|                 | Thalattosauriformes                                                 |
|                 |                                                                     |
| Saurosphargidae | \| \| Saurosphargis \| \| \| \| \| \| Sinosaurosphargis \| \| \| \| |
|                 | \| \| Saurosphargis \| \| \| \| \| \| Sinosaurosphargis \| \| \| \| |
|                 | Saurosphargis                                                       |
|                 |                                                                     |
|                 | Sinosaurosphargis                                                   |
|                 |                                                                     |

|  | Saurosphargis     |
|  |                   |
|  | Sinosaurosphargis |
|  |                   |

|                 | Thalattosauriformes                                                 |
|                 |                                                                     |
| Saurosphargidae | \| \| Saurosphargis \| \| \| \| \| \| Sinosaurosphargis \| \| \| \| |
|                 | \| \| Saurosphargis \| \| \| \| \| \| Sinosaurosphargis \| \| \| \| |
|                 | Saurosphargis                                                       |
|                 |                                                                     |
|                 | Sinosaurosphargis                                                   |
|                 |                                                                     |

|  | Saurosphargis     |
|  |                   |
|  | Sinosaurosphargis |
|  |                   |

|  | Odontochelys                                               |
|  |                                                            |
|  | \| \| Proganochelys \| \| \| \| \| \| Chelydra \| \| \| \| |
|  |                                                            |
|  | Proganochelys                                              |
|  |                                                            |
|  | Chelydra                                                   |
|  |                                                            |

|  | Proganochelys |
|  |               |
|  | Chelydra      |
|  |               |

|  | Helveticosaurus |
|  |                 |
|  | Eusaurosphargis |
|  |                 |

|  | Placodontia     |
|  |                 |
|  | Eosauropterygia |
|  |                 |

|                 | Thalattosauriformes                                                 |
|                 |                                                                     |
| Saurosphargidae | \| \| Saurosphargis \| \| \| \| \| \| Sinosaurosphargis \| \| \| \| |
|                 | \| \| Saurosphargis \| \| \| \| \| \| Sinosaurosphargis \| \| \| \| |
|                 | Saurosphargis                                                       |
|                 |                                                                     |
|                 | Sinosaurosphargis                                                   |
|                 |                                                                     |

|  | Saurosphargis     |
|  |                   |
|  | Sinosaurosphargis |
|  |                   |

|                 | Thalattosauriformes                                                 |
|                 |                                                                     |
| Saurosphargidae | \| \| Saurosphargis \| \| \| \| \| \| Sinosaurosphargis \| \| \| \| |
|                 | \| \| Saurosphargis \| \| \| \| \| \| Sinosaurosphargis \| \| \| \| |
|                 | Saurosphargis                                                       |
|                 |                                                                     |
|                 | Sinosaurosphargis                                                   |
|                 |                                                                     |

|  | Saurosphargis     |
|  |                   |
|  | Sinosaurosphargis |
|  |                   |

|  | Placodontia     |
|  |                 |
|  | Eosauropterygia |
|  |                 |

|                 | Thalattosauriformes                                                 |
|                 |                                                                     |
| Saurosphargidae | \| \| Saurosphargis \| \| \| \| \| \| Sinosaurosphargis \| \| \| \| |
|                 | \| \| Saurosphargis \| \| \| \| \| \| Sinosaurosphargis \| \| \| \| |
|                 | Saurosphargis                                                       |
|                 |                                                                     |
|                 | Sinosaurosphargis                                                   |
|                 |                                                                     |

|  | Saurosphargis     |
|  |                   |
|  | Sinosaurosphargis |
|  |                   |

|                 | Thalattosauriformes                                                 |
|                 |                                                                     |
| Saurosphargidae | \| \| Saurosphargis \| \| \| \| \| \| Sinosaurosphargis \| \| \| \| |
|                 | \| \| Saurosphargis \| \| \| \| \| \| Sinosaurosphargis \| \| \| \| |
|                 | Saurosphargis                                                       |
|                 |                                                                     |
|                 | Sinosaurosphargis                                                   |
|                 |                                                                     |

|  | Saurosphargis     |
|  |                   |
|  | Sinosaurosphargis |
|  |                   |

|  | Helveticosaurus |
|  |                 |
|  | Eusaurosphargis |
|  |                 |

|  | Placodontia     |
|  |                 |
|  | Eosauropterygia |
|  |                 |

|                 | Thalattosauriformes                                                 |
|                 |                                                                     |
| Saurosphargidae | \| \| Saurosphargis \| \| \| \| \| \| Sinosaurosphargis \| \| \| \| |
|                 | \| \| Saurosphargis \| \| \| \| \| \| Sinosaurosphargis \| \| \| \| |
|                 | Saurosphargis                                                       |
|                 |                                                                     |
|                 | Sinosaurosphargis                                                   |
|                 |                                                                     |

|  | Saurosphargis     |
|  |                   |
|  | Sinosaurosphargis |
|  |                   |

|                 | Thalattosauriformes                                                 |
|                 |                                                                     |
| Saurosphargidae | \| \| Saurosphargis \| \| \| \| \| \| Sinosaurosphargis \| \| \| \| |
|                 | \| \| Saurosphargis \| \| \| \| \| \| Sinosaurosphargis \| \| \| \| |
|                 | Saurosphargis                                                       |
|                 |                                                                     |
|                 | Sinosaurosphargis                                                   |
|                 |                                                                     |

|  | Saurosphargis     |
|  |                   |
|  | Sinosaurosphargis |
|  |                   |

|  | Placodontia     |
|  |                 |
|  | Eosauropterygia |
|  |                 |

|                 | Thalattosauriformes                                                 |
|                 |                                                                     |
| Saurosphargidae | \| \| Saurosphargis \| \| \| \| \| \| Sinosaurosphargis \| \| \| \| |
|                 | \| \| Saurosphargis \| \| \| \| \| \| Sinosaurosphargis \| \| \| \| |
|                 | Saurosphargis                                                       |
|                 |                                                                     |
|                 | Sinosaurosphargis                                                   |
|                 |                                                                     |

|  | Saurosphargis     |
|  |                   |
|  | Sinosaurosphargis |
|  |                   |

|                 | Thalattosauriformes                                                 |
|                 |                                                                     |
| Saurosphargidae | \| \| Saurosphargis \| \| \| \| \| \| Sinosaurosphargis \| \| \| \| |
|                 | \| \| Saurosphargis \| \| \| \| \| \| Sinosaurosphargis \| \| \| \| |
|                 | Saurosphargis                                                       |
|                 |                                                                     |
|                 | Sinosaurosphargis                                                   |
|                 |                                                                     |

|  | Saurosphargis     |
|  |                   |
|  | Sinosaurosphargis |
|  |                   |

Li et alii (2014) presenteerde een bijgewerkte versie van de bovenstaande analyse, die de onderlinge relaties van alle bekende Saurosphargidae-soorten laat zien. De verwijdering / opname van Ichthyopterygia bleek de topologie het meest te beïnvloeden - het veranderen van de posities van de Eusaurosphargis + Helveticosaurus en Thalattosauriforme clades, en het veranderen van de posities van verschillende taxa binnen Eosauropterygia, die niet worden getoond.
|  | Helveticosaurus zollingeri |
|  |                            |
|  | Eusaurosphargis dalsassoi  |
|  |                            |

|  | Placodontia     |
|  |                 |
|  | Eosauropterygia |
|  |                 |

|  | Largocephalosaurus polycarpon |
|  |                               |
|  | Largocephalosaurus qianensis  |
|  |                               |

|  | Saurosphargis volzi           |
|  |                               |
|  | Sinosaurosphargis yunguiensis |
|  |                               |

|  | Largocephalosaurus polycarpon |
|  |                               |
|  | Largocephalosaurus qianensis  |
|  |                               |

|  | Saurosphargis volzi           |
|  |                               |
|  | Sinosaurosphargis yunguiensis |
|  |                               |

|  | Placodontia     |
|  |                 |
|  | Eosauropterygia |
|  |                 |

|  | Largocephalosaurus polycarpon |
|  |                               |
|  | Largocephalosaurus qianensis  |
|  |                               |

|  | Saurosphargis volzi           |
|  |                               |
|  | Sinosaurosphargis yunguiensis |
|  |                               |

|  | Largocephalosaurus polycarpon |
|  |                               |
|  | Largocephalosaurus qianensis  |
|  |                               |

|  | Saurosphargis volzi           |
|  |                               |
|  | Sinosaurosphargis yunguiensis |
|  |                               |

|  | Helveticosaurus zollingeri |
|  |                            |
|  | Eusaurosphargis dalsassoi  |
|  |                            |

|  | Placodontia     |
|  |                 |
|  | Eosauropterygia |
|  |                 |

|  | Largocephalosaurus polycarpon |
|  |                               |
|  | Largocephalosaurus qianensis  |
|  |                               |

|  | Saurosphargis volzi           |
|  |                               |
|  | Sinosaurosphargis yunguiensis |
|  |                               |

|  | Largocephalosaurus polycarpon |
|  |                               |
|  | Largocephalosaurus qianensis  |
|  |                               |

|  | Saurosphargis volzi           |
|  |                               |
|  | Sinosaurosphargis yunguiensis |
|  |                               |

|  | Placodontia     |
|  |                 |
|  | Eosauropterygia |
|  |                 |

|  | Largocephalosaurus polycarpon |
|  |                               |
|  | Largocephalosaurus qianensis  |
|  |                               |

|  | Saurosphargis volzi           |
|  |                               |
|  | Sinosaurosphargis yunguiensis |
|  |                               |

|  | Largocephalosaurus polycarpon |
|  |                               |
|  | Largocephalosaurus qianensis  |
|  |                               |

|  | Saurosphargis volzi           |
|  |                               |
|  | Sinosaurosphargis yunguiensis |
|  |                               |

|  | Helveticosaurus zollingeri |
|  |                            |
|  | Eusaurosphargis dalsassoi  |
|  |                            |

|  | Placodontia     |
|  |                 |
|  | Eosauropterygia |
|  |                 |

|  | Largocephalosaurus polycarpon |
|  |                               |
|  | Largocephalosaurus qianensis  |
|  |                               |

|  | Saurosphargis volzi           |
|  |                               |
|  | Sinosaurosphargis yunguiensis |
|  |                               |

|  | Largocephalosaurus polycarpon |
|  |                               |
|  | Largocephalosaurus qianensis  |
|  |                               |

|  | Saurosphargis volzi           |
|  |                               |
|  | Sinosaurosphargis yunguiensis |
|  |                               |

|  | Placodontia     |
|  |                 |
|  | Eosauropterygia |
|  |                 |

|  | Largocephalosaurus polycarpon |
|  |                               |
|  | Largocephalosaurus qianensis  |
|  |                               |

|  | Saurosphargis volzi           |
|  |                               |
|  | Sinosaurosphargis yunguiensis |
|  |                               |

|  | Largocephalosaurus polycarpon |
|  |                               |
|  | Largocephalosaurus qianensis  |
|  |                               |

|  | Saurosphargis volzi           |
|  |                               |
|  | Sinosaurosphargis yunguiensis |
|  |                               |

|  | Helveticosaurus zollingeri |
|  |                            |
|  | Eusaurosphargis dalsassoi  |
|  |                            |

|  | Placodontia     |
|  |                 |
|  | Eosauropterygia |
|  |                 |

|  | Largocephalosaurus polycarpon |
|  |                               |
|  | Largocephalosaurus qianensis  |
|  |                               |

|  | Saurosphargis volzi           |
|  |                               |
|  | Sinosaurosphargis yunguiensis |
|  |                               |

|  | Largocephalosaurus polycarpon |
|  |                               |
|  | Largocephalosaurus qianensis  |
|  |                               |

|  | Saurosphargis volzi           |
|  |                               |
|  | Sinosaurosphargis yunguiensis |
|  |                               |

|  | Placodontia     |
|  |                 |
|  | Eosauropterygia |
|  |                 |

|  | Largocephalosaurus polycarpon |
|  |                               |
|  | Largocephalosaurus qianensis  |
|  |                               |

|  | Saurosphargis volzi           |
|  |                               |
|  | Sinosaurosphargis yunguiensis |
|  |                               |

|  | Largocephalosaurus polycarpon |
|  |                               |
|  | Largocephalosaurus qianensis  |
|  |                               |

|  | Saurosphargis volzi           |
|  |                               |
|  | Sinosaurosphargis yunguiensis |
|  |                               |

|  | Helveticosaurus zollingeri |
|  |                            |
|  | Eusaurosphargis dalsassoi  |
|  |                            |

|  | Placodontia     |
|  |                 |
|  | Eosauropterygia |
|  |                 |

|  | Largocephalosaurus polycarpon |
|  |                               |
|  | Largocephalosaurus qianensis  |
|  |                               |

|  | Saurosphargis volzi           |
|  |                               |
|  | Sinosaurosphargis yunguiensis |
|  |                               |

|  | Largocephalosaurus polycarpon |
|  |                               |
|  | Largocephalosaurus qianensis  |
|  |                               |

|  | Saurosphargis volzi           |
|  |                               |
|  | Sinosaurosphargis yunguiensis |
|  |                               |

|  | Placodontia     |
|  |                 |
|  | Eosauropterygia |
|  |                 |

|  | Largocephalosaurus polycarpon |
|  |                               |
|  | Largocephalosaurus qianensis  |
|  |                               |

|  | Saurosphargis volzi           |
|  |                               |
|  | Sinosaurosphargis yunguiensis |
|  |                               |

|  | Largocephalosaurus polycarpon |
|  |                               |
|  | Largocephalosaurus qianensis  |
|  |                               |

|  | Saurosphargis volzi           |
|  |                               |
|  | Sinosaurosphargis yunguiensis |
|  |                               |

|  | Helveticosaurus zollingeri |
|  |                            |
|  | Eusaurosphargis dalsassoi  |
|  |                            |

|  | Placodontia     |
|  |                 |
|  | Eosauropterygia |
|  |                 |

|  | Largocephalosaurus polycarpon |
|  |                               |
|  | Largocephalosaurus qianensis  |
|  |                               |

|  | Saurosphargis volzi           |
|  |                               |
|  | Sinosaurosphargis yunguiensis |
|  |                               |

|  | Largocephalosaurus polycarpon |
|  |                               |
|  | Largocephalosaurus qianensis  |
|  |                               |

|  | Saurosphargis volzi           |
|  |                               |
|  | Sinosaurosphargis yunguiensis |
|  |                               |

|  | Placodontia     |
|  |                 |
|  | Eosauropterygia |
|  |                 |

|  | Largocephalosaurus polycarpon |
|  |                               |
|  | Largocephalosaurus qianensis  |
|  |                               |

|  | Saurosphargis volzi           |
|  |                               |
|  | Sinosaurosphargis yunguiensis |
|  |                               |

|  | Largocephalosaurus polycarpon |
|  |                               |
|  | Largocephalosaurus qianensis  |
|  |                               |

|  | Saurosphargis volzi           |
|  |                               |
|  | Sinosaurosphargis yunguiensis |
|  |                               |

|  | Helveticosaurus zollingeri |
|  |                            |
|  | Eusaurosphargis dalsassoi  |
|  |                            |

|  | Placodontia     |
|  |                 |
|  | Eosauropterygia |
|  |                 |

|  | Largocephalosaurus polycarpon |
|  |                               |
|  | Largocephalosaurus qianensis  |
|  |                               |

|  | Saurosphargis volzi           |
|  |                               |
|  | Sinosaurosphargis yunguiensis |
|  |                               |

|  | Largocephalosaurus polycarpon |
|  |                               |
|  | Largocephalosaurus qianensis  |
|  |                               |

|  | Saurosphargis volzi           |
|  |                               |
|  | Sinosaurosphargis yunguiensis |
|  |                               |

|  | Placodontia     |
|  |                 |
|  | Eosauropterygia |
|  |                 |

|  | Largocephalosaurus polycarpon |
|  |                               |
|  | Largocephalosaurus qianensis  |
|  |                               |

|  | Saurosphargis volzi           |
|  |                               |
|  | Sinosaurosphargis yunguiensis |
|  |                               |

|  | Largocephalosaurus polycarpon |
|  |                               |
|  | Largocephalosaurus qianensis  |
|  |                               |

|  | Saurosphargis volzi           |
|  |                               |
|  | Sinosaurosphargis yunguiensis |
|  |                               |

|  | Helveticosaurus zollingeri |
|  |                            |
|  | Eusaurosphargis dalsassoi  |
|  |                            |

|  | Placodontia     |
|  |                 |
|  | Eosauropterygia |
|  |                 |

|  | Largocephalosaurus polycarpon |
|  |                               |
|  | Largocephalosaurus qianensis  |
|  |                               |

|  | Saurosphargis volzi           |
|  |                               |
|  | Sinosaurosphargis yunguiensis |
|  |                               |

|  | Largocephalosaurus polycarpon |
|  |                               |
|  | Largocephalosaurus qianensis  |
|  |                               |

|  | Saurosphargis volzi           |
|  |                               |
|  | Sinosaurosphargis yunguiensis |
|  |                               |

|  | Placodontia     |
|  |                 |
|  | Eosauropterygia |
|  |                 |

|  | Largocephalosaurus polycarpon |
|  |                               |
|  | Largocephalosaurus qianensis  |
|  |                               |

|  | Saurosphargis volzi           |
|  |                               |
|  | Sinosaurosphargis yunguiensis |
|  |                               |

|  | Largocephalosaurus polycarpon |
|  |                               |
|  | Largocephalosaurus qianensis  |
|  |                               |

|  | Saurosphargis volzi           |
|  |                               |
|  | Sinosaurosphargis yunguiensis |
|  |                               |

|  | Helveticosaurus zollingeri |
|  |                            |
|  | Eusaurosphargis dalsassoi  |
|  |                            |

|  | Placodontia     |
|  |                 |
|  | Eosauropterygia |
|  |                 |

|  | Largocephalosaurus polycarpon |
|  |                               |
|  | Largocephalosaurus qianensis  |
|  |                               |

|  | Saurosphargis volzi           |
|  |                               |
|  | Sinosaurosphargis yunguiensis |
|  |                               |

|  | Largocephalosaurus polycarpon |
|  |                               |
|  | Largocephalosaurus qianensis  |
|  |                               |

|  | Saurosphargis volzi           |
|  |                               |
|  | Sinosaurosphargis yunguiensis |
|  |                               |

|  | Placodontia     |
|  |                 |
|  | Eosauropterygia |
|  |                 |

|  | Largocephalosaurus polycarpon |
|  |                               |
|  | Largocephalosaurus qianensis  |
|  |                               |

|  | Saurosphargis volzi           |
|  |                               |
|  | Sinosaurosphargis yunguiensis |
|  |                               |

|  | Largocephalosaurus polycarpon |
|  |                               |
|  | Largocephalosaurus qianensis  |
|  |                               |

|  | Saurosphargis volzi           |
|  |                               |
|  | Sinosaurosphargis yunguiensis |
|  |                               |

|  | Helveticosaurus zollingeri |
|  |                            |
|  | Eusaurosphargis dalsassoi  |
|  |                            |

|  | Placodontia     |
|  |                 |
|  | Eosauropterygia |
|  |                 |

|  | Largocephalosaurus polycarpon |
|  |                               |
|  | Largocephalosaurus qianensis  |
|  |                               |

|  | Saurosphargis volzi           |
|  |                               |
|  | Sinosaurosphargis yunguiensis |
|  |                               |

|  | Largocephalosaurus polycarpon |
|  |                               |
|  | Largocephalosaurus qianensis  |
|  |                               |

|  | Saurosphargis volzi           |
|  |                               |
|  | Sinosaurosphargis yunguiensis |
|  |                               |

|  | Placodontia     |
|  |                 |
|  | Eosauropterygia |
|  |                 |

|  | Largocephalosaurus polycarpon |
|  |                               |
|  | Largocephalosaurus qianensis  |
|  |                               |

|  | Saurosphargis volzi           |
|  |                               |
|  | Sinosaurosphargis yunguiensis |
|  |                               |

|  | Largocephalosaurus polycarpon |
|  |                               |
|  | Largocephalosaurus qianensis  |
|  |                               |

|  | Saurosphargis volzi           |
|  |                               |
|  | Sinosaurosphargis yunguiensis |
|  |                               |

|  | Helveticosaurus zollingeri |
|  |                            |
|  | Eusaurosphargis dalsassoi  |
|  |                            |

|  | Placodontia     |
|  |                 |
|  | Eosauropterygia |
|  |                 |

|  | Largocephalosaurus polycarpon |
|  |                               |
|  | Largocephalosaurus qianensis  |
|  |                               |

|  | Saurosphargis volzi           |
|  |                               |
|  | Sinosaurosphargis yunguiensis |
|  |                               |

|  | Largocephalosaurus polycarpon |
|  |                               |
|  | Largocephalosaurus qianensis  |
|  |                               |

|  | Saurosphargis volzi           |
|  |                               |
|  | Sinosaurosphargis yunguiensis |
|  |                               |

|  | Placodontia     |
|  |                 |
|  | Eosauropterygia |
|  |                 |

|  | Largocephalosaurus polycarpon |
|  |                               |
|  | Largocephalosaurus qianensis  |
|  |                               |

|  | Saurosphargis volzi           |
|  |                               |
|  | Sinosaurosphargis yunguiensis |
|  |                               |

|  | Largocephalosaurus polycarpon |
|  |                               |
|  | Largocephalosaurus qianensis  |
|  |                               |

|  | Saurosphargis volzi           |
|  |                               |
|  | Sinosaurosphargis yunguiensis |
|  |                               |

|  | Helveticosaurus zollingeri |
|  |                            |
|  | Eusaurosphargis dalsassoi  |
|  |                            |

|  | Placodontia     |
|  |                 |
|  | Eosauropterygia |
|  |                 |

|  | Largocephalosaurus polycarpon |
|  |                               |
|  | Largocephalosaurus qianensis  |
|  |                               |

|  | Saurosphargis volzi           |
|  |                               |
|  | Sinosaurosphargis yunguiensis |
|  |                               |

|  | Largocephalosaurus polycarpon |
|  |                               |
|  | Largocephalosaurus qianensis  |
|  |                               |

|  | Saurosphargis volzi           |
|  |                               |
|  | Sinosaurosphargis yunguiensis |
|  |                               |

|  | Placodontia     |
|  |                 |
|  | Eosauropterygia |
|  |                 |

|  | Largocephalosaurus polycarpon |
|  |                               |
|  | Largocephalosaurus qianensis  |
|  |                               |

|  | Saurosphargis volzi           |
|  |                               |
|  | Sinosaurosphargis yunguiensis |
|  |                               |

|  | Largocephalosaurus polycarpon |
|  |                               |
|  | Largocephalosaurus qianensis  |
|  |                               |

|  | Saurosphargis volzi           |
|  |                               |
|  | Sinosaurosphargis yunguiensis |
|  |                               |

|  | Helveticosaurus zollingeri |
|  |                            |
|  | Eusaurosphargis dalsassoi  |
|  |                            |

|  | Placodontia     |
|  |                 |
|  | Eosauropterygia |
|  |                 |

|  | Largocephalosaurus polycarpon |
|  |                               |
|  | Largocephalosaurus qianensis  |
|  |                               |

|  | Saurosphargis volzi           |
|  |                               |
|  | Sinosaurosphargis yunguiensis |
|  |                               |

|  | Largocephalosaurus polycarpon |
|  |                               |
|  | Largocephalosaurus qianensis  |
|  |                               |

|  | Saurosphargis volzi           |
|  |                               |
|  | Sinosaurosphargis yunguiensis |
|  |                               |

|  | Placodontia     |
|  |                 |
|  | Eosauropterygia |
|  |                 |

|  | Largocephalosaurus polycarpon |
|  |                               |
|  | Largocephalosaurus qianensis  |
|  |                               |

|  | Saurosphargis volzi           |
|  |                               |
|  | Sinosaurosphargis yunguiensis |
|  |                               |

|  | Largocephalosaurus polycarpon |
|  |                               |
|  | Largocephalosaurus qianensis  |
|  |                               |

|  | Saurosphargis volzi           |
|  |                               |
|  | Sinosaurosphargis yunguiensis |
|  |                               |

|  | Helveticosaurus zollingeri |
|  |                            |
|  | Eusaurosphargis dalsassoi  |
|  |                            |

|  | Placodontia     |
|  |                 |
|  | Eosauropterygia |
|  |                 |

|  | Largocephalosaurus polycarpon |
|  |                               |
|  | Largocephalosaurus qianensis  |
|  |                               |

|  | Saurosphargis volzi           |
|  |                               |
|  | Sinosaurosphargis yunguiensis |
|  |                               |

|  | Largocephalosaurus polycarpon |
|  |                               |
|  | Largocephalosaurus qianensis  |
|  |                               |

|  | Saurosphargis volzi           |
|  |                               |
|  | Sinosaurosphargis yunguiensis |
|  |                               |

|  | Placodontia     |
|  |                 |
|  | Eosauropterygia |
|  |                 |

|  | Largocephalosaurus polycarpon |
|  |                               |
|  | Largocephalosaurus qianensis  |
|  |                               |

|  | Saurosphargis volzi           |
|  |                               |
|  | Sinosaurosphargis yunguiensis |
|  |                               |

|  | Largocephalosaurus polycarpon |
|  |                               |
|  | Largocephalosaurus qianensis  |
|  |                               |

|  | Saurosphargis volzi           |
|  |                               |
|  | Sinosaurosphargis yunguiensis |
|  |                               |

|  | Helveticosaurus zollingeri |
|  |                            |
|  | Eusaurosphargis dalsassoi  |
|  |                            |

|  | Placodontia     |
|  |                 |
|  | Eosauropterygia |
|  |                 |

|  | Largocephalosaurus polycarpon |
|  |                               |
|  | Largocephalosaurus qianensis  |
|  |                               |

|  | Saurosphargis volzi           |
|  |                               |
|  | Sinosaurosphargis yunguiensis |
|  |                               |

|  | Largocephalosaurus polycarpon |
|  |                               |
|  | Largocephalosaurus qianensis  |
|  |                               |

|  | Saurosphargis volzi           |
|  |                               |
|  | Sinosaurosphargis yunguiensis |
|  |                               |

|  | Placodontia     |
|  |                 |
|  | Eosauropterygia |
|  |                 |

|  | Largocephalosaurus polycarpon |
|  |                               |
|  | Largocephalosaurus qianensis  |
|  |                               |

|  | Saurosphargis volzi           |
|  |                               |
|  | Sinosaurosphargis yunguiensis |
|  |                               |

|  | Largocephalosaurus polycarpon |
|  |                               |
|  | Largocephalosaurus qianensis  |
|  |                               |

|  | Saurosphargis volzi           |
|  |                               |
|  | Sinosaurosphargis yunguiensis |
|  |                               |

|  | Helveticosaurus zollingeri |
|  |                            |
|  | Eusaurosphargis dalsassoi  |
|  |                            |

|  | Placodontia     |
|  |                 |
|  | Eosauropterygia |
|  |                 |

|  | Largocephalosaurus polycarpon |
|  |                               |
|  | Largocephalosaurus qianensis  |
|  |                               |

|  | Saurosphargis volzi           |
|  |                               |
|  | Sinosaurosphargis yunguiensis |
|  |                               |

|  | Largocephalosaurus polycarpon |
|  |                               |
|  | Largocephalosaurus qianensis  |
|  |                               |

|  | Saurosphargis volzi           |
|  |                               |
|  | Sinosaurosphargis yunguiensis |
|  |                               |

|  | Placodontia     |
|  |                 |
|  | Eosauropterygia |
|  |                 |

|  | Largocephalosaurus polycarpon |
|  |                               |
|  | Largocephalosaurus qianensis  |
|  |                               |

|  | Saurosphargis volzi           |
|  |                               |
|  | Sinosaurosphargis yunguiensis |
|  |                               |

|  | Largocephalosaurus polycarpon |
|  |                               |
|  | Largocephalosaurus qianensis  |
|  |                               |

|  | Saurosphargis volzi           |
|  |                               |
|  | Sinosaurosphargis yunguiensis |
|  |                               |